# Christina Rapado

Christina Rapado (Cristina Gutiérrez Rapado/ 24 de octubre de 1973) es una cantante, actriz, modelo, presentadora de Tv, colaboradora televisiva y personaje del corazón española conocida por estar envuelta en numerosas polémicas y escándalos entre los años 2000 y 2010. Como cantante ha publicado 16 álbumes y 75 sencillos. Ha publicado 35 videoclips (2 de ellos premiados a nivel internacional). Como actriz ha intervenido en 15 películas y 3 cortometrajes. En el campo televisivo, ha presentado diversos programas, ha sido colaboradora y reportera del Mundial de fútbol 2010 y tuvo su propio "reality show". Es propietaria del sello discográfico Zenobitas Music, y en enero de 2020 creó la productora audiovisual "Christina Rapado productions". 

## Carrera

### 1994-1999: Inicios en la música, el cine y la televisión
El origen de su carrera musical se remonta a 1994, cuando fue invitada a cantar en el programa Sin fronteras con María Laria de TVE1, y a 1996, cuando su versión de ¿A quién le importa? de Alaska y Dinarama fue incluida en la banda sonora de la película Más que amor, frenesí bajo el nombre de La Baker. En los años posteriores trabajó como figurante sin acreditar en varias películas como La mirada del otro de Vicente Aranda y Torrente, el brazo tonto de la ley de Santiago Segura. En paralelo, empezó a aparecer en televisión en 1997 participando esporádicamente en calidad de tertuliana y colaboradora en diferentes programas de Telecinco y Telemadrid.

### 2000-2010: Éxito televisivo
En 2001 se aventuró a escribir y protagonizar dos proyectos producidos por ella misma, el largometraje Dos españoles madrileños en Londres y el cortometraje Estoy t'an coloká al año siguiente, que fueron estrenados en VHS de forma limitada. En 2004 tuvo un papel secundario como ella misma en L.A.R.R., el biopic ficcionaliado del cantante Leonardo Dantés.
En el año 2000 protagonizó la primera polémica que la convirtió en personaje mediático por mérito propio, pero no fue hasta 2004 que empezó a aparecer en platós de forma regular, encadenando durante años polémicas que se han resuelto con frecuencia como montajes, lo que le ha valido el título de "montajista". Entre ese año y 2010 participó repetidamente en programas célebres del corazón como A tu lado, Aquí hay tomate y ¿Dónde estás corazón? enfrentándose a decenas de personajes televisivos. Su estilo fue característico por su ferocidad a la hora de descalificar, su elocuencia y sus frases hechas. 

### 2011-presente: Distanciamiento de la prensa del corazón
La desaparición televisiva de Rapado coincidió con la cancelación en 2011 de ¿Dónde estás corazón? en Antena 3, su último programa rosa, y la pretensión de Telecinco de suavizar su programación con la retirada de espacios polémicos como Resistiré, ¿vale?. Desde entonces se ha alejado de esa imagen de polemista que cultivó durante diez años después de, según ella misma, abandonar malos hábitos y cambiar de amistades. Ha colaborado en televisión y prensa en muy contadas ocasiones disculpándose por sus montajes y mostrando una faceta más personal y transparente, como en el caso de su aparición en el programa de citas First Dates en 2017.

## Controversias
En octubre del 2000 la revista ¡Sorpresa! publicó unas fotografías de Rapado con Asdrúbal, entonces recién casado con la actriz Bibiana Fernández, que desencadenaron una enemistad entre ellas por los rumores de infidelidad. Pese a desmentirlo en ese momento, años después Rapado lo confirmó y admitió haber preparado las fotografías, para terminar desmintiéndolo una vez más y mostrándose arrepentida por el daño ocasionado.
Al año siguiente se le relacionó con Yago Hermida, pareja de Yola Berrocal y futuro concursante de Gran Hermano 12, algo que Rapado negó rotundamente. No obstante, la enemistad entre las dos continuó en años posteriores, con Rapado profiriendo insultos públicamente contra Berrocal.
En junio de 2004 Mayte Zaldívar, exesposa de Julián Muñoz, acusó a Rapado de tener una aventura con Muñoz mientras éste mantenía una relación con Isabel Pantoja. Una vez más Rapado desmintió la información y se enfrentó en diversos platós a Zaldívar y Pilar Bedia, una antigua amiga que respaldaba la acusación. Tras la aparición de un supuesto video grabado con cámara oculta en el que Rapado confirmaba el idilio terminó admitiéndolo, rectificando en febrero del año siguiente que Muñoz no fue infiel a Isabel Pantoja sino a la propia Zaldívar. Lejos de darse por zanjado el asunto, el intercambio de ataques entre Mayte Zaldívar y su pareja Fernando Marcos y Christina Rapado continuó dos años más, acusando ésta en reiteradas ocasiones a la primera de tener un problema con el alcohol.
En junio de 2005 estalló una guerra mediática entre Rapado y Judith Rey, supuesta pareja del torero Martín Pareja-Obregón y madre de su hijo nonato, cuando Rey acusó a Rapado de mentir sobre su relación con Julián Muñoz y amenazar a Mayte Zaldívar, a lo que Rapado respondió con una serie de descalificativos.
En mayo de 2006 Beatriz González-Rico, conocida como Bea "la legionaria" por su participación en Gran Hermano 6, afirmó que Rapado le había robado más de 2.000 euros tras una aparición conjunta en una discoteca de Barcelona. Después de intercambiar insultos y amenazas en diferentes programas de televisión y eventos fueron grabadas besándose apasionadamente, pero a pesar de esto su enfrentamiento público continuó, lo que levantó sospechas de un supuesto montaje. Casualmente fue acusada de manera simultánea por Nicky Villanueva, compañero de Bea "la legionaria" en Gran Hermano, de robar dinero del bolso de su madre, algo que Rapado también negó.
Posteriormente se enfrentó con la cantante Rebeca afirmando que ésta le faltaba al honor en privado con frecuencia, y respondió poniendo en duda la legitimidad de los orígenes de su carrera. En noviembre de ese mismo año acusó a José María Franco, antiguo chófer de Rocío Jurado, de falsear una relación íntima con Rocío Carrasco, lo que desencadenó un intercambio de ofensas entre los dos. Un mes después se vio envuelta en una discusión pública con Adolfo Abril, conocido por ser el ginecólogo de diversas celebridades, después de que fuesen grabados besándose y Abril acusase a Rapado de orquestar un montaje. El enfrentamiento no se alargó en el tiempo puesto que Abril falleció cuatro meses después.
En 2007 afirmó haber sido una de las muchas mujeres con las que el futbolista Guti había tenido una aventura mientras estaba casado con la presentadora Arantxa de Benito, y esto le garantizó otras tantas apariciones en televisión y una portada en la revista Primera Línea.
En marzo de ese año un chico la acusó de haberle agredido en una discoteca. Esto se sumó a las declaraciones de Juan Miguel Martínez, ex marido de Karina y con quien Rapado supuestamente mantuvo una relación, de que tenía actitudes violentas cuando bebía, comparándola con el protagonista de El doctor Jekyll y el señor Hyde.
Dos meses después afirmó mantener una relación con Camilo Blanes, hijo del cantante Camilo Sesto, a raíz de la publicación de unas imágenes de los dos en actitud tanto cariñosa como hostil, por lo que fue una vez más acusada de haber pactado y vendido las imágenes. En 2021, tras ser noticia el estado de salud adverso de Blanes, Rapado reapareció para hablar de la relación que mantuvieron más de diez años antes.
En 2009 se propuso conquistar a Fran Álvarez, el ex marido de Belén Esteban, grabando la canción El marido de la Esteban. Esto resultó en un enfrentamiento con la colaboradora y su programa Sálvame en forma de ofensas cruzadas entre las dos partes.
Entre julio y agosto de 2010 apareció en ¿Dónde estás corazón? cargando en dos ocasiones contra la actriz de cine para adultos María Lapiedra, la primera ocasión acusándola de haberle provocado una fisura en el brazo y la segunda a raíz de la supuesta boda de Lapiedra con el presentador Enric Escudé que terminó siendo cancelada cuando éste admitió ser homosexual tal y como vaticinó Rapado. En esta segunda ocasión el enfrentamiento llegó a las manos detrás de las cámaras.
En septiembre de ese año declaró haber pasado la noche con Isaac Roffe, expareja del cantante Falete, conocido por haber fingido su propio secuestro dos años antes.
En 2015 afirmó que Daniel Beira, concursante de la cuarta edición de Quién quiere casarse con mi hijo conocido como Markus, se había hecho pasar por heterosexual en el programa a pesar de mantener una relación con Miguel Vilas, futuro concursante de Gran Hermano 17 y presunto ex prometido de la propia Rapado cinco años antes.
En 2019 Rapado reveló que no mantenía relación con su prima Pilar Rubio porque ésta se avergonzaba de su imagen polémica a raíz de sus decisiones profesionales. En 2022 volvió a manifestar de manera sonada su desconcierto ante los desprecios de Rubio.

## Filmografía parcial

### Televisión
| Año         | Programa                      |            | Notas            |
| ----------- | ----------------------------- | ---------- | ---------------- |
| 1994        | Sin fronteras con María Laria | TVE 1      | Invitada musical |
| 1997        | El puente                     | Telecinco  | Colaboradora     |
| 1997        | La hora de Mari Pau           | Telemadrid | Colaboradora     |
| 1998        | Las tardes de Alicia          | Telecinco  | Colaboradora     |
| 1998        | La noche por delante          | Telecinco  | Colaboradora     |
| 1998        | Más madera                    | Telecinco  | Colaboradora     |
| 1999        | En el candelabro              | Telecinco  | Colaboradora     |
| 2000        | Con T de tarde                | Telemadrid | Invitada         |
| 2001        | Ésta es mi gente              | Telemadrid | Invitada         |
| 2004        | Como la vida                  | Antena 3   | Invitada         |
| 2004        | A la carta                    | Antena 3   | Invitada         |
| 2004 - 2007 | A tu lado                     | Telecinco  | Invitada         |
| 2004 - 2008 | Aquí hay tomate               | Telecinco  | Invitada         |
| 2009        | El buscador de historias      | Telecinco  | Invitada         |
| 2010        | La jaula                      | Antena 3   | Invitada         |
| 2010        | Callejeros                    | Cuatro     | Invitada         |
| 2010        | ¿Dónde estás corazón?         | Antena 3   | Invitada         |
| 2010        | Vuélveme loca                 | Telecinco  | Invitada         |
| 2011        | Resistiré, ¿vale?             | Telecinco  | Invitada         |
| 2013        | Sálvame Deluxe                | Telecinco  | Invitada         |
| 2017        | First Dates                   | Cuatro     | Concursante      |
| 2021 - 2022 | Socialité                     | Telecinco  | Invitada         |
| 2022        | Ya es verano                  | Telecinco  | Invitada         |
| 2022        | ¡Fiesta!                      | Telecinco  | Invitada         |

### Cine
| Año  | Película                            | Dirección                      | Notas                                                 | Ref.   |
| ---- | ----------------------------------- | ------------------------------ | ----------------------------------------------------- | ------ |
| 1996 | Más que amor, frenesí               | Alfonso Albacete               | La Baker                                              |        |
| 1997 | La mujer del cosmonauta             | Jacques Monnet                 | Técnica de la NASA                                    | [ 53 ] |
| 1997 | Carne trémula                       | Pedro Almodóvar                | Animadora de baloncesto                               |        |
| 1998 | Torrente, el brazo tonto de la ley  | Santiago Segura                | Mujer de la noche                                     | [ 54 ] |
| 1998 | Atómica                             | Alfonso Albacete, David Menkes | Bailarina de discoteca                                |        |
| 1998 | La mirada del otro                  | Vicente Aranda                 | Dómina                                                | [ 55 ] |
| 1999 | La fuente amarilla                  | Miguel Santesmases             | Dueña de club de noche                                | [ 56 ] |
| 2001 | Dos españoles madrileños en Londres | Bonnie & Clyde                 | Guionista y protagonista, Christina                   |        |
| 2002 | Estoy t'an coloká                   | Oscar L. Merino                | Guionista y protagonista, Amanda Max                  | [ 57 ] |
| 2004 | L.A.R.R.                            | Leonardo Dantés                | Personaje secundario, ella misma                      | [ 58 ] |
| 2004 | Rojo sangre                         | Christian Molina               | Sicaria satánica                                      |        |
| 2012 | Interferencias                      | Amanda Gutiérrez               | Autobiográfica Ella misma                             |        |
| 2018 | Perdona...¿Que eres gay?            | David González                 | Protagonista y productora ejecutiva Antonia / Tiffany |        |
| 2018 | Antonia                             | David González                 | Protagonista, Antonia                                 |        |
| 2023 | Gloria Trevi:Ellas soy yo           | Carla Estrada                  | Papel de reparto, Mariana                             |        |
| 2024 | Sole                                | Pedro Estepa Menéndez          | Protagonista, Sole                                    | [ 59 ] |
| 2026 | Las 3000 Maravillas                 | Carmen Perona Cabrera          | Papel de reparto, Esmeralda                           |        |
| 2026 | El Altar de la luz                  | Arturo de Bobadilla            | Protagonista, Lucrecia Borgia                         |        |

## Discografía
- Vestida para matar / Álbum (1991)
- Vestida para matar, edición especial / Álbum (1992)
- Tremenda / Álbum (1999)
- Esencias / Álbum (2000)
- TentaZión / Álbum (2001)
- Dentro de mí / Álbum (2008)
- Todo / Álbum (2010)
- En des...concierto / Álbum en directo (2011)
- Massielízate / Álbum (2011)
- Good night Mr. Cowl / Álbum (2012)
- Exxxcesiva / Álbum recopilatorio (2013)
- 1973: The ultimate collection / Doble álbum (2019)
- 1973: The ultimate collection. Revised edition / Doble álbum (2019)
- Esta Navidad / MaxiSingle (2022).
- La mujer sin karma / EP (2024).
- Sole BSO / Álbum (2024)
- Morir para vivir / EP (2024)
- Diez mil puñales / EP (2024)
- El rugido de mi corazón / EP (2025)
- La vida alegre / EP (2025)
- Empoderadas Deluxe Edition (Feat Malena Gracia) / Álbum (2025)

## Premios
Premios Sant Jordi
| Año  | Categoría                                           | Película | Resultado |
| ---- | --------------------------------------------------- | -------- | --------- |
| 2024 | Premio del Público / Festival de cine de Madrid-PNR | Sole     | Ganadora  |
| 2024 | Mejor Música / Festival cortos Soria SOIFF          | Sole     | Ganadora  |